# Liste autonomer Gebiete der Sowjetunion

Administrative Unterteilungen der Sowjetunion:

Autonome Gebiete (russisch Автономная область, Awtonomnaja oblast', abgekürzt AO) boten innerhalb der Unionsrepubliken der UdSSR kleineren Völkern begrenzte kulturelle Autonomie. Theoretisch handelte es sich bei den Autonomen Gebieten um Staaten.

## Russische SFSR
- Autonome Oblast Adygeja, siehe Adygeja
- Tscherkessische Autonome Oblast, siehe Karatschai-Tscherkessien
- Jüdische Autonome Oblast
- Autonome Oblast Altai, siehe Republik Altai
- Autonome Oblast Karatschai-Tscherkessien, siehe Karatschai-Tscherkessien
- Chakassische Autonome Oblast, siehe Chakassien
- Autonome Oblast Tuwa, siehe Tuwa

## Georgische SSR
- Südossetische Autonome Oblast

## Aserbaidschanische SSR
- Autonome Oblast Bergkarabach

## Tadschikische SSR
- Autonome Oblast Berg-Badachschan, siehe Berg-Badachschan

## Weißrussische Sozialistische Sowjetrepublik
- Polnische Autonome Oblast Dzierzynszczyzna

## Ukrainische SSR
- Polnische Autonome Oblast Marchlewszczyzna